# 国際連合安全保障理事会決議91
国際連合安全保障理事会決議91（こくさいれんごうあんぜんほしょうりじかいけつぎ91、英: United Nations Security Council Resolution 91, UNSCR91）は、1951年3月30日に国際連合安全保障理事会で採択された決議。ジャンムー・カシミール州についての住民投票についてのものである。

## 概要
インド・パキスタンの国連代表（the United Nations representative for India and Pakistan）であるオーウェン・ディクソン（Sir Owen Dixon）の報告書に留意し、国民投票の実施に向けてジャンムー・カシミール州で準備を行う上での相違点の要点は、非軍事化の手順と範囲、自由で公正な国民投票を確保するために必要な政府の機能の行使に対する統制の度合いであると述べた。
続けて理事会はディクソン卿の辞任を受け入れ、その優れた能力と献身に感謝の意を表した上で、ディクソン卿の後任者に対し、亜大陸に向かい、インドとパキスタンの両政府と協議の上、国連インド・パキスタン委員会に基づくジャンムー・カシミール州の非武装化を実現するよう指示するとともに、両国には非武装化の実現に向けて国連代表に最大限協力をするよう呼びかけた。
そして理事会は、新しい国連代表に対し、3カ月以内に報告するよう指示し、もし代表が非武装化を実施していないか、実施する計画を得ていない場合は、非武装化の実施のために解決すべき相違点を理事会に報告することとした。さらに理事会は、国連代表が完全な合意を得られなかった場合、未解決となっている全ての相違点について、国際司法裁判所長官が任命する仲裁人または仲裁人パネルによる仲裁を受け入れるよう当事者に要請した。また、軍事監視団が引き続き同州の停戦を監督することも決定された。
その後、理事会は、国際司法裁判所の議長によって任命される仲裁人やその委員会によって、国連代表が完全な合意を達成できなかった場合に、すべての未解決の相違点について仲裁を受け入れるよう両国に求め、軍事オブザーバーグループ（Military Observer Group）が州の停戦を引き続き監督することも決定された。
決議は、インド、ソビエト連邦、ユーゴスラビアからの棄権が3票あり、8票の賛成で採択された。

## 詳細
以下はその和訳。
安全保障理事会は、
1950年3月14日の安全保障理事会決議80（1950）により開始された任務に関する国際連合インド・パキスタン代表オーウェン・ディクソン卿の報告書を受領して留意し、

インドとパキスタンの両政府が1948年8月13日と1949年1月5日の国連インド・パキスタン委員会決議の条項を受け入れ、ジャンムー・カシミール州の将来は国連の支援の下で行われる自由で公平な国民投票という民主的手法によって決定されるべきであるという希望を再確認したことや、
1950年10月27日に「全ジャンムー・カシミール国民会議」の総評議会が「ジャンムー・カシミール州の将来の形と所属」を決定する目的で、選挙人集会の召集を勧告する決議を採択したこと、
さらに、責任ある当局の声明から、このような構成員集会を招集するための行動が提案されていること、並びにこのような構成員集会が選出される地域はジャンムー・カシミール州全体の領域の一部に過ぎないことを確認し、

1948年4月21日の決議第47号（1948年）、1948年6月3日の決議第51号（1948年）及び1950年3月14日の決議第80号（1950年）並びに1948年8月13日と1949年1月5日の国際連合インド・パキスタン委員会の決議で具体化した原則、すなわちジャンムー・カシミール州の最終処分は国連の支援の下で行われる自由かつ公平な国民投票という民主的方法を通じて表される人々の意思に従って行われるであろうことを関係政府及び官庁をして想起せしめ、

「全ジャンムー・カシミール国民会議」の総評議会が推奨する小選挙区議会の招集、及び同議会が全州又はその一部の将来の形態及び所属を決定するために試みる行動は、上記の原則に従った州の処分とはならないことを確認し、

国際平和と安全の維持に関する第一義的な責任を遂行する上で、カシミール紛争を友好的に解決するよう当事者を援助することが安全保障理事会の義務であり、この紛争の早期解決が国際平和と安全の維持に極めて重要であるとの信念を布告し、
サー・オーウェン・ディクソンの報告書から、当事者間の合意を妨げている主な相違点は、
(a) 国民投票の実施に向けた国家の非軍事化の手順とその範囲、及び

(b) 自由で公正な国民投票を確保するために必要な、国家における政府機能の行使に対する統制の度合い
であることを確認し、以下の通りとする。
1. 要請に従い、オーウェン・ディクソン卿の辞表を受理し、その使命を遂行した多大な能力と献身に対して、オーウェン卿に感謝の意を表する。
2. オーウェン・ディクソン卿の後任として、インド・パキスタン担当の国際連合代表を任命することを決定する。

3. 国際連合代表に対し、亜大陸に向かい、インドおよびパキスタン政府と協議した後、1948年8月13日および1949年1月5日の国際連合インド・パキスタン委員会決議に基づき、ジャンムー・カシミール州の非軍事化を実現するよう指示する。
4. 当事国に対し、ジャンムー・カシミール州の非武装化を実現するために国際連合代表と最大限の協力をすることを要請する。

5. この報告がなされた時点で、国際連合代表が上記段落の3.に従った非武装化を実施していないか、又はかかる非武装化を実施するための計画について当事者の合意を得ていない場合には、国際連合代表が1948年8月13日及び1949年1月5日の合意決議の解釈及び実施に関して当事者間にある相違点のうち、非武装化を実施することができるように解決すべきと考える部分を安全保障理事会に報告するよう、国際連合代表に命ずること。

6. 当事者は、国際連合代表との協議が完全な合意に至らなかったと考える場合には、上記第五項に従って国際連合代表が報告したすべての未解決の相違点について仲裁を受け入れるよう求め、その仲裁は、当事者と協議した後に国際司法裁判所長官が任命する仲裁人又は仲裁人パネルによって実施されるものとする。

7. 軍事監視団が引き続き同国における停戦を監督することを決定する。

8. インド及びパキスタンの両政府に対し、停戦に関する彼らの合意が引き続き誠実に遵守されることを確保するよう要請し、更なる交渉の推進に有利な雰囲気を作り出し維持することを確保し、公正かつ平和的解決を害するおそれのあるいかなる行動も慎むよう、可能なすべての措置をとるよう要請すること。
9. 事務総長に対し、国際連合インド・パキスタン代表に対し、この決議の条件を実施するために必要なサービス及び便益を提供するよう要請する。

3 安全保障理事会公式記録、第5年、1950年9月から12月の補足、文書S/1791およびAdd.1参照。
4 同上、1948 年 11 月分第 3 年補足、文書 S/1100、第75段落を参照。
5 同上、第4年、1949年1月の補足、文書S/1196、第15段落参照。